# Guy Jimenes
Pour les articles homonymes, voir Jiménez.
Guy Jimenes est un auteur français de littérature de jeunesse né le 10 septembre 1954 à Rio-Salado (auj. El Malah), près d'Oran (Algérie). 

## Biographie
Il vit dans le Loiret, à Saint-Jean-de-Braye. Il a été bibliothécaire jeunesse une vingtaine d'années avant de se consacrer entièrement à l'écriture en tant qu'auteur indépendant. Son premier roman édité est Le Grand Réparateur en 1981. Il a publié régulièrement dans le magazine J'aime lire. Ses écrits, au nombre d'une soixantaine, sont destinés à un jeune public ou à des adolescents. Il a aussi écrit ou coécrit des pièces de théâtre, des adaptations de romans et de contes, des récits documentaires pour la presse et quelques « nouvelles noires ». Ma Fille du Diable (2020) est son premier livre d'auteur-éditeur.

## Sélection de publications
- Le Grand Réparateur, Nathan - coll. Arc-en-poche, 1981, illustré par Carlo Wieland.
- L'Arche du Diable,  Nathan - coll. Arc-en-poche, 1985, illustré par Vincent Pénot.
- Signé James Collas, L'École des loisirs - coll. Mouche, 1990. Illustré par Marie-Thérèse Poux.
- La Sorcière au scooter, Bayard - coll. J'aime lire, 1992, illustré par Mette Ivers.
- La Protestation, Syros, 1993 - Prix du roman pour la jeunesse 1992, Prix Lire au collège 1994.
- Monsieur Boniface rajeunit, Bayard - coll. J'aime lire, 1996, illustré par Serge Bloch.
- Vive les punitions, Rageot - coll. Cascade, 1996, ill. par Emmanuel Cerisier.
- Basket Balle, Rageot - coll. Cascade, 1997, ill. par Gilbert Raffin  (ISBN 2-7002-2432-9).
- Nôar le corbeau, L'École des loisirs - coll. Mouche, 1998, illustré par Mette Ivers.
- Lace-moi les baskets, Rageot - coll. Arc-en-ciel, 1999, illustré par Christophe Besse.
- Le Jeu du dictionnaire, L'École des loisirs - coll. Neuf, 2000.
- Italie, mai 1944 : le ciel déchiré, Nathan - coll. Romans de la mémoire, 2004.
- Orphée l'enchanteur, Nathan - coll. Histoires noires de la mythologie, 2004.
- Le Garçon invisible, Rageot, 2005, illustré par Claire Delvaux.
- T'es trop moche, Jim Caboche, Nathan - coll. Premières lectures, 2007, illustré par Benjamin Chaud.
- Pense aux jours heureux, Oskar jeunesse - coll. Poche roman, 2007, illustré par Karen Laborie.
- L'Enfant de Guernica, Oskar, 2007, couverture illustrée par Carole Henaff.
- Mort pour rien ?, Oskar jeunesse - coll. Histoire & société, 2008, illustré par Nathalie Girard.
- Mon cher papa, Oskar jeunesse - coll. Poche roman, 2008, illustré par Marie-Noëlle Pichard.
- Celui qui traverse, Les Fous de Bassan - coll. Théâtre, 2008.
- J'ai vu pleurer un vieux Tsigane, Oskar jeunesse - coll. Histoire & société, 2009.  (ISBN 2350004341)
- La Protestation, Éditions du Somnambule équivoque - coll. Som'Ado, 2010.
- Nôar le corbeau, livre CD, éditions Benjamins Media, 2011, coll. Taille L, illustré par Amélie Jackowski.
- Le Loup de porcelaine et autres contes de médiathèque, Oskar jeunesse, coll. Contes d'ici et d'ailleurs, 2011, illustré par Florence Koenig.
- Harcèlement, roman sur le harcèlement scolaire, Oskar jeunesse, coll. Oskar-Littérature, 2011.
- Romulus et Rémus, les fils de Mars, Nathan - coll. Histoires noires de la mythologie, 2012.
- La Nuit des otages, Oskar jeunesse - coll. Polar, 2013.
- Perséphone prisonnière des Enfers, Nathan - coll. Histoires noires de la mythologie, 2013.
- Complot à Florence, dans l'observatoire de Galilée, Nathan - coll. Un regard sur..., 2014.
- Villa du crime, Oskar jeunesse - coll. Polar, 2014.
- Icare aux ailes d'or, Nathan - coll. Histoires noires de la mythologie, 2014.
- 12 fables de La Fontaine et leurs adaptations contemporaines, Sedrap - coll. Classiques en tête, 2014.
- J'ai décidé de t'écrire, Nathan - coll. Mes années collège, 2018.
- Le Défi des drones, Sedrap - coll. Sciences en tête, 2019.
- Ma Fille du Diable, Barbedogre, 2020, illustré par Croune.

## Récompenses et distinctions
- Sélectionné pour le Prix des collégiens- Ville de Vannes 2013
- Sélectionné pour le Prix Tatoulu 2013
- Sélectionné pour le Prix des Incorruptibles 2013
- Sélectionné pour le Prix Marguerite Audoux des collèges (en 2012)